# Tapices de Pastrana
La serie de tapices de Alfonso V de Portugal, también conocidos como Tapices de Pastrana, la forman cuatro paños tejidos en seda y lana de unas dimensiones medias de 11x4 metros. Se considera por los expertos la primera que narra con extraordinaria minuciosidad descriptiva, hechos políticos contemporáneos a su textura, las conquistas de dos ciudades del norte de África, Arcila y Tánger, llevadas a cabo por Alfonso V de Portugal en agosto de 1471.
Desde 1950 se conserva y expone en el Museo Parroquial de Tapices de Pastrana, situado en la antigua Sacristía Mayor de la Colegiata, hoy museo, de Pastrana, provincia de Guadalajara.

## Historia
Las conquistas de Arcila y Tánger en el año 1471 se inscriben dentro del proceso de expansionismo portugués sobre la costa noroccidental atlántica africana, que en 1415 comenzara Juan I con la conquista de Ceuta, y que suponían controlar el tráfico del comercio internacional en esta costa del Estrecho de Gibraltar, además de reemprender la lucha contra el infiel y adquirir unos enclaves estratégicos en la defensa de la península ibérica ante posibles nuevas incursiones musulmanas. Ese espíritu de cruzada inspiró las expediciones, que contaron con bulas papales que las legitimaron. Tras Ceuta los navegantes lusitanos continúan la exploración por la costa africana, llegando a Guinea en 1434, y en 1437 intentan, por primera vez, la conquista de Tánger, que en aquel momento resultó fallida.
Concluidas las conquistas de Arcila y Tánger, el propio rey Alfonso V encarga tejer los tapices para conmemorar estas victorias militares en el taller Paschier Grenier de la ciudad belga de Tournai.
Según recoge el Libro de Inventarios de 1645-1756 de la Iglesia Colegiata, fue el 18 de mayo de 1667 cuando el cabildo acepta los seis tapices donados por la VIII duquesa del Infantado, Dª. Catalina Gómez de Sandoval y Mendoza, esposa del IV duque de Pastrana D. Rodrigo de Silva y Mendoza (1598-1673), cumpliendo así con las disposiciones testamentarias de su marido y desvinculándose de los tapices. Será en el seno de este importante linaje nobiliario de Castilla cuando en 1532 aparecen por primera vez documentados los tapices, tasados tras el fallecimiento del duque del Infantado D. Diego Hurtado de Mendoza (1500-1531). No se conserva ningún documento acreditativo de la época que esclarezca la forma y el momento en que pasaron a formar parte del patrimonio de los Duques del Infantado.

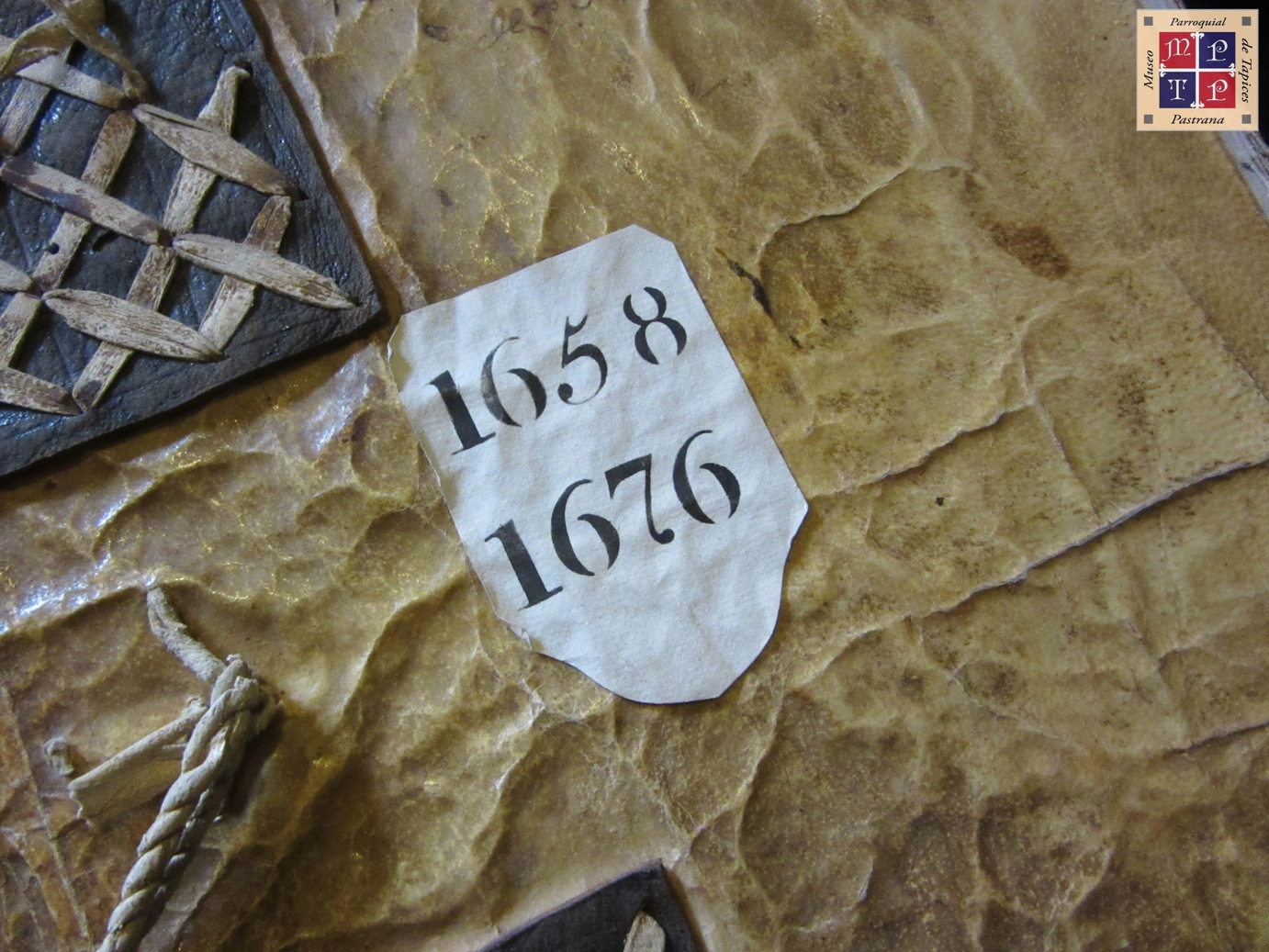
Legajo que contiene el asiento de aceptación por el Cabildo de la Colegiata de los tapices de Alfonso V de Portugal en 1667. Archivo Parroquial de Pastrana. Guadalajara.

La Colegiata de Pastrana custodia, desde el momento de la donación, uno de los tesoros más representativos del arte del tapiz medieval gótico flamenco de finales del siglo XV, considerados por muchos expertos como obras únicas por su excepcionalidad y singularidad.
Hasta finales del siglo XIX serán utilizados por el cabildo para ornamentar el ábside y naves del templo así como vestir las calles de Pastrana en las grandes solemnidades religiosas, el caso más emblemático la procesión del Corpus Christi.
Con el inicio de las Exposiciones Universales a partir de la segunda mitad del siglo XIX, España comenzó a exhibir en ellas los Tapices de Alfonso V de Portugal, que permitirán darlos a conocer internacionalmente y que progresivamente pierdan su anonimato. Tal es el caso de la Exposición Universal de Barcelona de 1888, la de París de 1900 o la celebrada en Sevilla en 1929.
Será a comienzos del siglo XX cuando empiecen a escribirse monografías sobre los tapices de Pastrana, puestos en valor tras la conferencia del catedrático de la Universidad Central D. Elías Tormo, 1905. En 1927, el portugués Afonso de Dornelas, delegado artístico del gobierno portugués y uno de los primeros en estudiar los tapices, realizó la primera intervención de restauración, consolidación y recosido de los tapices (AMP, acta del 24 de abril de 1944, sig.52.6, libro 48, f. 32r).
La década de los años treinta será un punto de inflexión para la historia de las obras. La Real Fábrica de Tapices de Santa Bárbara, lleva a cabo la restauración de la serie de tapices de Pastrana así como una reproducción de los mismos de extraordinaria fidelidad. Los trabajos concluyen hacia 1947 y posteriormente son adquiridas por el gobierno de Portugal que decidió instalarlas en el Palacio de los Duques de Braganza en Guimaraes, donde en la actualidad continúan expuestas.
El estallido de la Guerra Civil sorprende a los tapices de Pastrana en Madrid. El Gobierno de la República y la Junta de Defensa del Tesoro Artístico, con el objetivo de proteger el patrimonio nacional ordenan la evacuación de las obras del Museo del Prado, junto con la serie de tapices de Alfonso V, con destino primero a Valencia, Cataluña y finalmente a la Sociedad de Naciones en Ginebra (Suiza).Tras el fin de la contienda, en septiembre de 1939 todo el patrimonio artístico desplazado fue devuelto a Madrid y las obras del Prado regresaron a sus salas. La fecha de entrega de los tapices a Pastrana se produjo el 20 de marzo de 1950 y tan sólo cuatro meses después se inauguró el Museo Parroquial en la antigua sacristía mayor de la Colegiata.

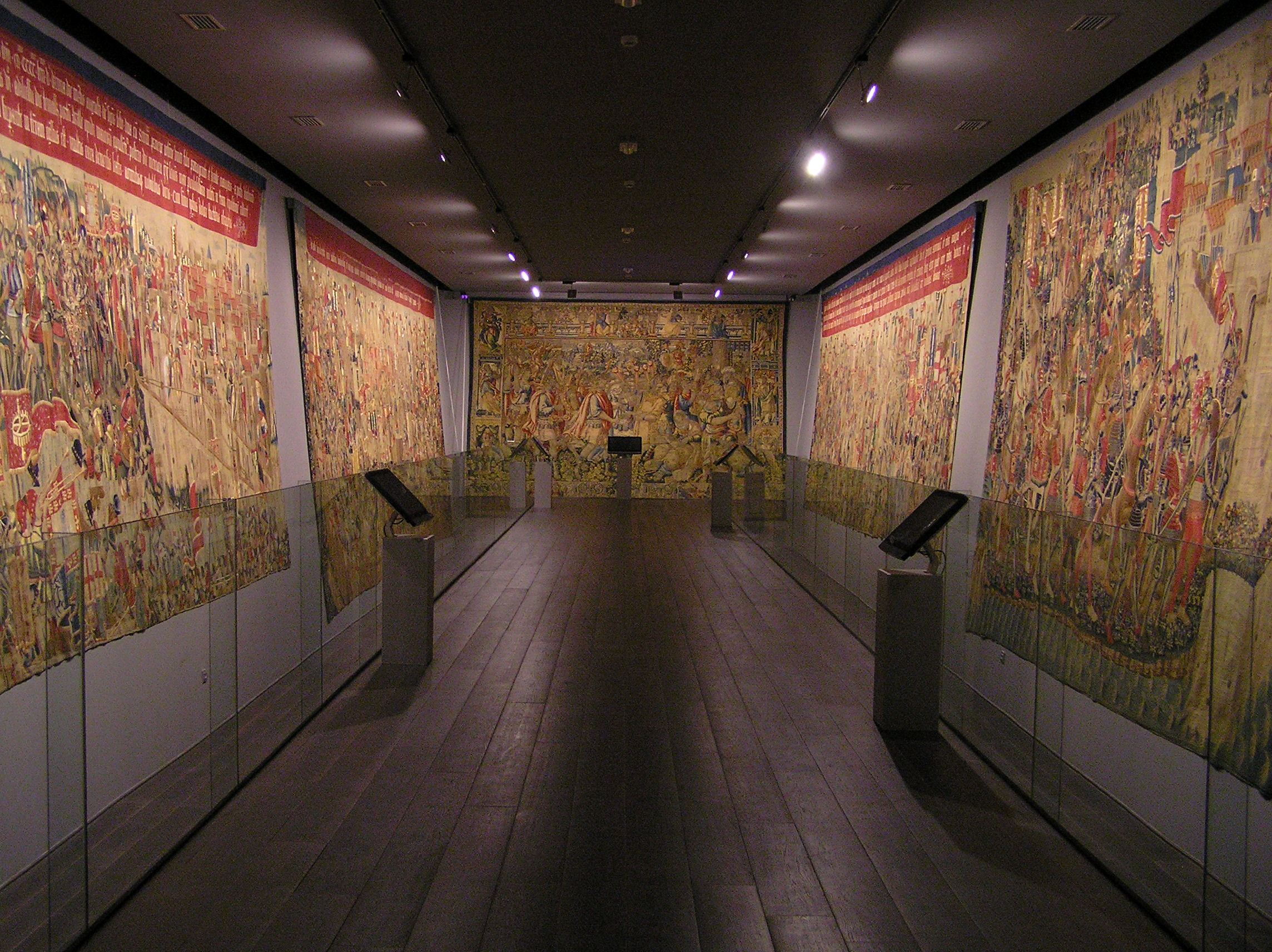
Sala 1 en la que se expone la serie de tapices de Alfonso V de Portugal. Pastrana, Guadalajara.

En el 2008, gracias a la iniciativa de la Fundación Carlos de Amberes y del Obispado de Sigüenza-Guadalajara, los tapices fueron sometidos a un proceso de conservación en la Real Manufactura de Wit, en la ciudad belga de Malinas, tras la que serán expuestos en importantes museos europeos, estadounidenses y nacionales. Simultáneamente comienzan las obras de remodelación del museo que le darán un aspecto moderno y actual distribuido en tres salas, con unas condiciones óptimas de exposición y conservación para los tapices. El nuevo Museo Parroquial de Tapices de Pastrana fue inaugurado el 10 de octubre de 2014.

## Descripción
Los tapices muestran una extraordinaria perfección técnica y una excepcional calidad de tintes e hilos de lana y seda que les imprime un gran esplendor. La pormenorizada narración de los acontecimientos sigue un orden cronológico y lineal.
-“El desembarco en Arcila” muestra como las naves portuguesas arriban a la ciudad en la noche del día 20 de agosto y se produce un naufragio por el mal estado de la mar. Este primer tapiz lo componen tres escenas. Las naves portuguesas en plena mar, los soldados tomando los botes para arribar a la costa, en uno de los cuales viaja el rey y el príncipe, y en la tercera algunas naves portuguesas naufragan mientras otros soldados toman tierra encabezados por ambos personajes reales.
-Durante “El cerco de Arcila”, el ejército portugués asedia la ciudad durante tres días, construyen una empalizada de madera rodeando el campamento para proteger la retaguardia de posibles ataques enemigos. Dividen el ataque en dos sectores dirigidos por el rey y el príncipe a caballo, a derecha e izquierda del tapiz, respectivamente. Se describen al detalle las armas de artillería y fuego mostrando la estrategia que se empleaba en los ataques a las ciudades fortificadas.
-“El Asalto de Arcila”. El 24 de agosto y después de derribar parte del lienzo de la muralla el ejército portugués asalta la ciudad. En este tercer tapiz, el príncipe Juan aparece en el lado izquierdo con el bastón de mando, mientras que a la derecha se nos muestra la imagen más impactante del rey Alfonso V con la espada en alto en el momento de iniciar carga. Mientras la infantería portuguesa intenta acceder a la ciudad, las tropas musulmanas desde el interior defienden la plaza fortificada.
- El cuarto y último tapiz de la serie representa “La Toma de Tánger”, verdadero objetivo portugués. Tras la conquista de Arcila y dada la cercanía entre ambas ciudades, transcurridos cuatro días tropas portuguesas toman la fortaleza tras la firma de capitulaciones, los tangerinos rinden la ciudad para evitar su destrucción dado la batalla encarnizada llevada a cabo en la ciudad vecina.

## Conservación
En el 2008, por iniciativa de la Fundación Carlos de Amberes y del Obispado de Sigüenza-Guadalajara, los tapices se trasladaron hasta la ciudad belga de Malinas, donde se les realiza un proceso de limpieza, mediante la desinsectación por anoxia, aspiración para la extracción del polvo y posterior lavado al agua, aclarado y secado. Le sigue el proceso de conservación que en un primer paso, consiste en estabilizar aquellas partes del tejido antiguo que estaban frágiles, aplicando por el reverso del tapiz unos tejidos de consolidación. El paso siguiente consistió en el forrado de los tapices en toda su superficie, uniéndose ambas partes mediante cosido, quedando listos para ser colgados. Por esta intervención la Fundación Carlos de Amberes obtuvo, en el 2011, el galardón de Europa Nostra en el apartado de conservación.

## Exposiciones
A continuación se enumeran algunas de las muestras en las que han sido expuestos los tapices:
- Exposición Universal de Barcelona de 1888.
- Exposición Universal de París de 1900.
- Exposición Iberoamericana de Sevilla en 1929.
- Reales Museos de Arte e Historia de Bruselas, enero-marzo de 2010.
- Palacio del Infantado de Guadalajara, marzo-junio de 2010.
- Museo de Arte Antiguo de Lisboa, junio-octubre de 2010.
- Museo de Santa Cruz de Toledo, octubre de 2010-marzo de 2011.
- Fundación Carlos de Amberes en Madrid, mayo-junio de 2011.
- National Gallery of Art de Whashington, septiembre de 2011-enero de 2012.
- Meadows Museum de Dallas, febrero de 2012-marzo de 2012.
- The San Diego Museum, junio de 2012-septiembre de 2012.
- Peabody Essex Museum en Massachusettsctubre, octubre de 2012-diciembre de 2012.
- Museum Art de Indianápolis, enero de 2013.

### La réplica de los tapices de Pastrana en Portugal
Las paredes del museo del Palacio de los Duques de Braganza en Guimaraes, exhiben las copias de los tapices de Pastrana. El presidente de la II República, Manuel Azaña, encargó en 1932 a la Real Fábrica de Tapices la restauración de los paños y una reproducción que se concluiría 20 años después, en 1952 tiempos del régimen del general Franco. Durante la Guerra Civil, las telas fueron depositadas en el Museo del Prado, posteriormente trasladadas a las Torres de Serrano de Valencia, desde donde se unieron a los tapices de la Catedral de Cuenca y a los del monasterio de las Descalzas Reales de Madrid para viajar, con la colección del Museo del Prado, a Ginebra. Así quedaron a salvo durante el conflicto. Regresaron a Pastrana en 1950.
El gobierno portugués de António de Oliveira Salazar adquirió las copias de la Real Fábrica de Tapices, al considerar que estaban vinculadas al patrimonio luso. Actualmente, estas réplicas se exponen en el Palacio de los Duques de Braganza.